# Остерија дела Роза (Равена)
Остерија дела Роза је насеље у Италији у округу Равена, региону Емилија-Ромања.
Према процени из 2011. у насељу је живело 19 становника. Насеље се налази на надморској висини од 16 м.